# Pavoclinus caeruleopunctatus
Pavoclinus caeruleopunctatus är en fiskart som beskrevs av Zsilavecz 2001. Pavoclinus caeruleopunctatus ingår i släktet Pavoclinus och familjen Clinidae. Inga underarter finns listade i Catalogue of Life.